# Asa N.º 85 da RAAF
A Asa N.º 85 é uma asa da Real Força Aérea Australiana (RAAF) responsável pelo planeamento e coordenação do treino do Grupo de Mobilidade Aérea. Formada em Março de 1945 na Base aérea de Amberley como uma unidade de bombardeiros, controlava o Esquadrão N.º 12, o Esquadrão N.º 99, que ambos operação bombardeiros B-24 Liberator. Em Novembro de 1945 foi dissolvida. No dia 1 de Agosto de 1999 foi restabelecida na Base aérea de Richmond para comandar várias unidades de treino.